# Ficus porrecta
Ficus porrecta là một loài thực vật có hoa trong họ Moraceae. Loài này được (Corner) C.C.Berg mô tả khoa học đầu tiên năm 2004.